# Scabdates
Scabdates é a segunda gravação oficial da banda, The Mars Volta. Foi lançado em 8 de novembro de 2005 e é composto de gravações feitas em maio de 2004 e maio de 2005 na turnê dos discos De-Loused in the Comatorium e Frances the Mute. Em 2011 a revista NME o elegeu como um dos 50 melhores discos ao vivo de todos os tempos. As faixas "And Ghosted Pouts" e "Take the Veil Cerpin Taxt" foram usadas no filme Get Him to the Greek.

## Faixas
Assim como Frances the Mute, as partes foram cortadas e separadas aleatoriamente na prensagem do CD. "Take the Veil Cerpin Taxt" ficou dividida em três partes, enquanto "Cicatriz" ficou em cinco; a quinta seção, "Part IV", começa com uma colagem de som mencionada acima.

## Equipe

### The Mars Volta
- Omar Rodríguez-López - guitarra, gravações
- Cedric Bixler-Zavala - vocais
- Juan Alderete - baixo
- Jon Theodore - bateria
- Isaiah Ikey Owens - teclado
- Marcel Rodriguez-Lopez - percussão, sintetizadores
- Adrián Terrazas-González - instrumentos de sopro, percussão
- Paul Hinojos - manipulação de som

### Equipe de gravação
- Jonathan Debaun - gravação, engenheiro de som
- Omar Rodriguez-Lopez - mixador
- Howie Weinberg - masterizador
- Roger Liam - assistende de masterizador